# Vojteh Hybášek
Vojteh Hybášek, slovenski rimskokatoliški duhovnik, književnik in glasbenik češkega rodu, ki je deloval v Sloveniji, * 27. marec, 1873, Ruženo, Moravska, † 28. november 1947, Ljubljana. 

## Življenje in delo
Hybášek Vojteh  je maturiral v Jindřichůvem Hradcu na Češkem, bogoslovje študiral v Ljubljani in bil leta 1897 posvečen v duhovnika.. Služboval je kot kaplan v Zagorju ob Savi, v Smledniku, Kranju in pri Sv. Jakobu v Ljubljani in bil 1908 nastavljen kot profesor glasbe v zavodu sv. Stanislava v Šentvidu pri Ljubljani. Že kot kaplan je veliko storil za razvoj naše glasbe, največ pa v zavodu sv. Stanislava, kjer je poučeval petje (šolsko in cerkveno), ter razne instrumente (violino, pihala, trobila). Poleg glasbenega delovanja je pisal tudi  razne članke v političnih in strokovnih listih. Njegovi podlistki v Gorenjcu so izšli 1914 v Kranju kot posebna knjižica pod naslovom Iz ptičjega življenja (prirejeno po češčkem originalu). Leta 1919 je Leonova družba izdala njegov prevod Baarove knjige pod naslovom Zadnja pravda (ponatis 1994), 1925 pa je izšel prevod Baarove knjige Križev pot. Izdal je tudi Italijansko-slovenski-nemški glasbeni slovarček (Lj. 1914).